# Sebastian Marshall
Sebastian Marshall (ur. 29 maja 1988 w Royal Tunbridge Wells) – brytyjski pilot rajdowy Krisa Meeke’a. Jest członkiem zespołu Toyota GAZOO Racing WRT. W sezonie 2018 był pilotem Haydena Paddona, jednak ich współpraca zakończyła się z chwilą nieprzedłużenia kontraktu przez Hyundaia z Paddonem.